# Antidémarrage
 (avril 2017).
Si vous disposez d'ouvrages ou d'articles de référence ou si vous connaissez des sites web de qualité traitant du thème abordé ici, merci de compléter l'article en donnant les références utiles à sa vérifiabilité et en les liant à la section « Notes et références ».

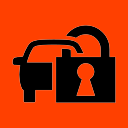
Antivol

Un antidémarrage est un dispositif électronique empêchant le démarrage d'un véhicule motorisé, sans sa clé ou autre dispositif de déverrouillage du système. Le plus fréquemment, il s'agit d'une puce électronique ou d'un système équivalent, (comme un clavier ou une télécommande par exemple) qui est apparié au véhicule. La généralisation de ce système a permis de diminuer fortement le nombre de vols.

## Fonctionnement

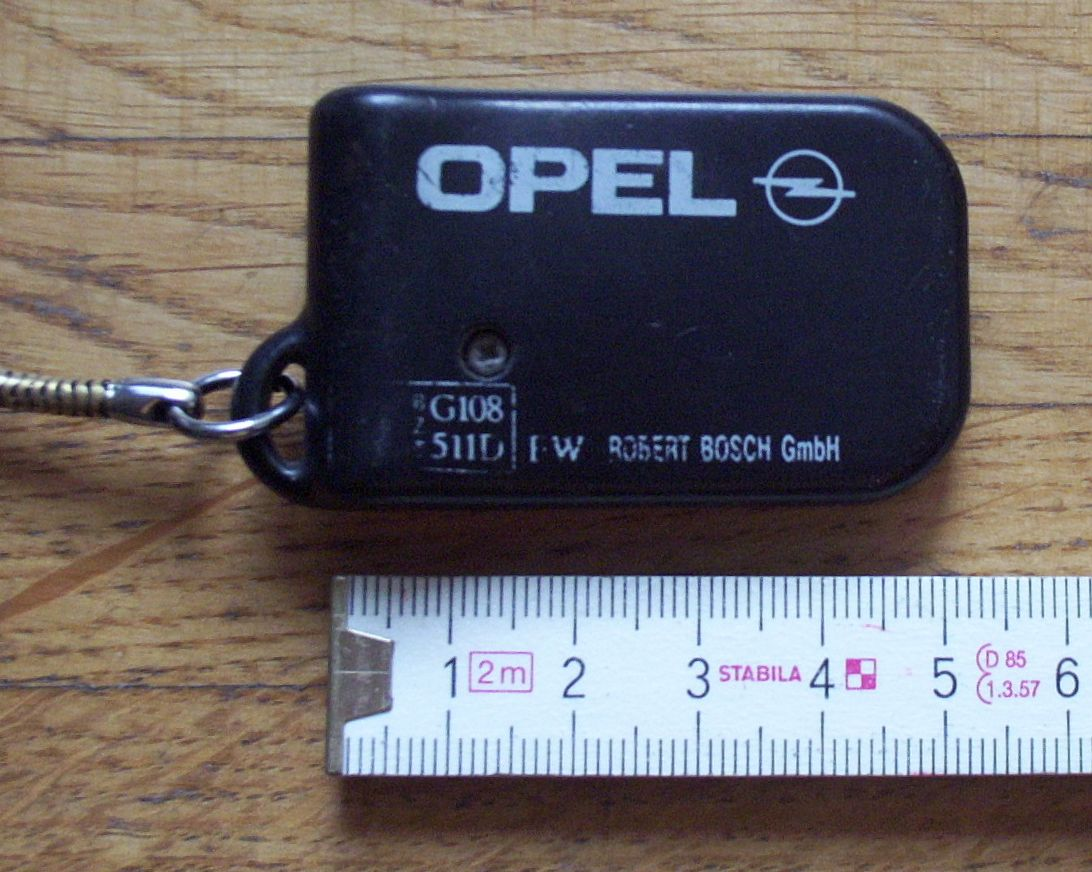
Modèle de boitier codé.

L'antidémarrage est un système de l'unité de contrôle du moteur thermique, qui fonctionne de concert avec la clé de contact. Ils sont tous deux équipés d'un émetteur et d'un récepteur (transpondeurs), qui échangent un code d'autorisation à chaque tentative de démarrage. Le calculateur du moteur n'en autorise le démarrage que si le code reçu de la clé est bien celui attendu.
En effet, un moteur a besoin pour démarrer :
- d'être alimenté en carburant, celui-ci arrivant par une ouverture contrôlée par un électro-aimant (typiquement, placé sur la pompe d'injection dans le cas d'un moteur Diesel),
- et d'être entraîné par un démarreur électrique.

L'électro-aimant et le démarreur ayant tous deux besoin d'être alimentés en courant électrique, l'antidémarrage coupe leur alimentation, et par là inhibe la fonction de démarrage du moteur, s'il ne reconnaît pas le code transmis par la clé.
Les technologies d'encodage les plus récentes protègent en outre le système contre les copies électroniques des clés de contact.

## Appellation
Il se décline sous plusieurs acronymes en fonction des constructeurs:
- HISS → Honda
- KISS → Kawasaki
- Y-COP → Yamaha

## Remarque
- Aucun système n’assure une protection totale contre le vol. Les malfaiteurs possédant la détermination, le matériel et les compétences nécessaires pourraient parvenir à déjouer le système.
- L'introduction de ce dispositif perfectionné a conduit, indirectement, à l'augmentation du nombre de vols avec menace du conducteur (Car jacking).